# Straffreiheitsverordnung von 1933
Die Straffreiheitsverordnung von 1933, Langtitel Verordnung des Reichspräsidenten über die Gewährung von Straffreiheit vom 21.  März 1933  regelte die Strafbefreiung für Straftaten, die „im Kampf für die nationale Erhebung des deutschen Volkes, zu ihrer Vorbereitung oder im Kampf für die deutsche Scholle“ begangen worden waren. 

## Entstehung und Inhalt
In den ersten Wochen nach der Machtübernahme der Nationalsozialisten kam es zu einer Häufung rechter Gewalttaten gegen politische Gegner, mit deren Strafverfolgung sich die von Nationalsozialisten durchsetzte Justiz konfrontiert sah.
Staatssekretär Heinrich Hölscher schlug als kommissarischer Leiter des preußischen Justizministeriums am 10. März 1933 eine Amnestie vor, die auch Verbrechen gegen das Leben und Sprengstoffverbrechen umfassen und vom Reichspräsidenten erlassen werden sollte, damit sie nicht nur für Preußen, sondern für das ganze Reich gelten würde. Ziel war es, bei den herrschenden politischen Unruhen Störungen von Gerichtsverhandlungen und gewaltsame Gefangenenbefreiungen zu vermeiden und so eine „ruhige Fortführung der Rechtspflege“ zu erreichen. Hermann Göring und Franz Schlegelberger  unterstützen den Vorschlag im Reichskabinett. Bereits am 15. März wurde Hölscher vom Staatsministerium in Preußen ermächtigt, Gnadenerweise durch das Land Preußen durchzuführen.
Im Reichsjustizministerium wurde der preußische Entwurf erweitert und umfasste auch Delikte, die im Interesse der Erhaltung bisherigen Grundbesitzes begangen worden waren. Dies traf hauptsächlich auf Straftaten während der Bauernunruhen in Nordwestdeutschland und Ostpreußen von 1929 zu.

## Verabschiedung und Wirkung
Nach den Reichstagswahlen vom 5. März 1933 fand die konstituierende Sitzung des neu gewählten Parlaments am 21. März 1933, dem Tag von Potsdam, in der dortigen Garnisonkirche statt. Dabei wurde auch der Entwurf der Straffreiheitsverordnung vom Reichskabinett gebilligt und von Reichspräsident Hindenburg unterzeichnet.
Zu den Begünstigten der Verordnung zählten Heinrich Tillessen und Heinrich Schulz, die 1921 den Zentrumspolitiker Matthias Erzberger ermordet hatten. Ebenfalls amnestiert und freigelassen wurden fünf Beteiligte am sogenannten Mord von Potempa vom 10. August 1932, die im darauffolgenden Prozess wegen politischen Totschlags bzw. wegen Anstiftung zum Mord zum Tod verurteilt worden waren, nachdem sie zunächst am 2. September 1932 zu lebenslangem Zuchthaus begnadigt worden waren. Zwei weitere in diesem Mordfall involvierte Männer wurden dank der Straffreiheitsverordnung ebenfalls amnestiert und freigelassen.

## Aufhebung
Die Straffreiheitsverordnung wurde mit Kontrollratsgesetz Nr. 55 zur Aufhebung von Vorschriften auf dem Gebiet des Strafrechts zum 25. Juni 1947 durch den Alliierten Kontrollrat aufgehoben.